# 鈴木歩佳
鈴木 歩佳（すずき あゆか、1999年9月27日 - ）は、岐阜県安八郡安八町出身の新体操選手。フェアリージャパンメンバー。大垣共立銀行OKB体操クラブ所属。日本体育大学在学中。

## 人物
- 好きな手具は「ボール」[1]
- 好きな食べ物は「かき氷」[1]
- 趣味は「音楽を聴く事」[1]
- 尊敬する人は「ウサイン・ボルト」[1]

## 経歴
- 2004年 - 5歳の時に新体操を始める。
- 2014年8月25日 - 第23回全日本新体操クラブ選手権個人総合2位入賞。
- 2014年10月26日 - 全日本ジュニア新体操選手権個人総合で6位入賞。
- 2015年 - フェアリージャパンのメンバーに選ばれる。この時、同じクラブ所属の小林秀圭（しゅうかと読む）も選ばれた[2]。
- 2017年9月3日 - 第35回世界新体操選手権（イタリア)に出場[3]。
  - ロープ＆ボール 18.650点 2位（銀メダル）
  - フープ5 18.600点 3位（銅メダル）

- 2021年7月2日  - 2020年東京オリンピック 新体操団体代表に内定。8月7日の予選を7位で通過し翌日の決勝は8位で大会を終える[4]。